# 14. kongres Občanské demokratické strany
14. kongres ODS se konal 22. – 23. listopadu 2003 v Luhačovicích.

## Dobové souvislosti a témata kongresu
Kongres se konal poprvé po zvolení Mirka Topolánka předsedou strany a také poprvé od nástupu Václava Klause na post prezidenta republiky. ODS se tehdy vymezovala proti středolevé vládě Vladimíra Špidly, kterou kongres označil za „antievropskou, klientelistickou a prokorupční“ a obvinil ji ze zhoršení podmínek ve zdravotnictví, v podnikání a ve veřejné správě. V evropských otázkách kongres odmítl práci Konventu o budoucnosti Evropy, jehož návrhy na evropskou ústavu prý „výrazně zhoršují postavení České republiky a dalších především středních a menších států v EU.“ Kongres ODS vyzval Výkonnou radu k ostřejšímu postupu proti místním sdružením strany, která i přes opakované výzvy z minulosti spolupracují na samosprávní úrovni s KSČM.
Nešlo o volební kongres, takže proběhly jen drobné změny ve složení Výkonné rady.

## Personální složení vedení ODS po kongresu
- Dovolba Výkonné rady ODS - Milan Cabrnoch, Hynek Fajmon, Jaroslav Mitlener, Ivan Langer[1]

Ostatní posty bez změn oproti předchozímu 13. kongresu ODS